# تينا كراوز
تينا كراوز (بالإنجليزية: Tina Krause)‏ هي ممثلة أمريكية، ولدت في 29 يوليو 1970 في كوينز في الولايات المتحدة.

## وصلات خارجية
- تينا كراوز على موقع IMDb (الإنجليزية)
- تينا كراوز على موقع ألو سيني (الفرنسية)
- تينا كراوز على موقع أول موفي (الإنجليزية)
- تينا كراوز على موقع أول موفي (الإنجليزية)
- تينا كراوز على موقع قاعدة بيانات الفيلم (الإنجليزية)
- تينا كراوز على موقع كينوبويسك (الروسية)